# 恋するピエロッティ
「恋するピエロッティ」（こいするピエロッティ）は、日本の歌手・高橋瞳の11枚目のシングル。

## 解説
2009年9月発売の「ウォーアイニー」以来10ヶ月ぶりの新作である。ギタリストのROLLYをプロデューサーに迎えて制作された。

## 収録曲
全曲 作詞：hitomi・hitomitti/ROLLY(#2.3) 作曲：ROLLY 編曲：長谷川智樹/ROLLY
1. 恋するピエロッティ
  - TBS系「エンプラ」オープニング・テーマ
2. Creature of the night
3. 鏡の中のフェアリーテール